# Peter Gutmann
Peter Gutmann – nowozelandzki naukowiec, profesor informatyki Uniwersytetu w Auckland w Nowej Zelandii. 
Wynalazł metodę wykorzystywaną do całkowitego usuwania danych (np. pliku) z nośników magnetycznych (dysk twardy). Metoda ta jest oparta na błędnych założeniach i braku zrozumienia procesu kodowania danych w dyskach twardych. 
Mieszka w Auckland.